# 오가사와라 제도

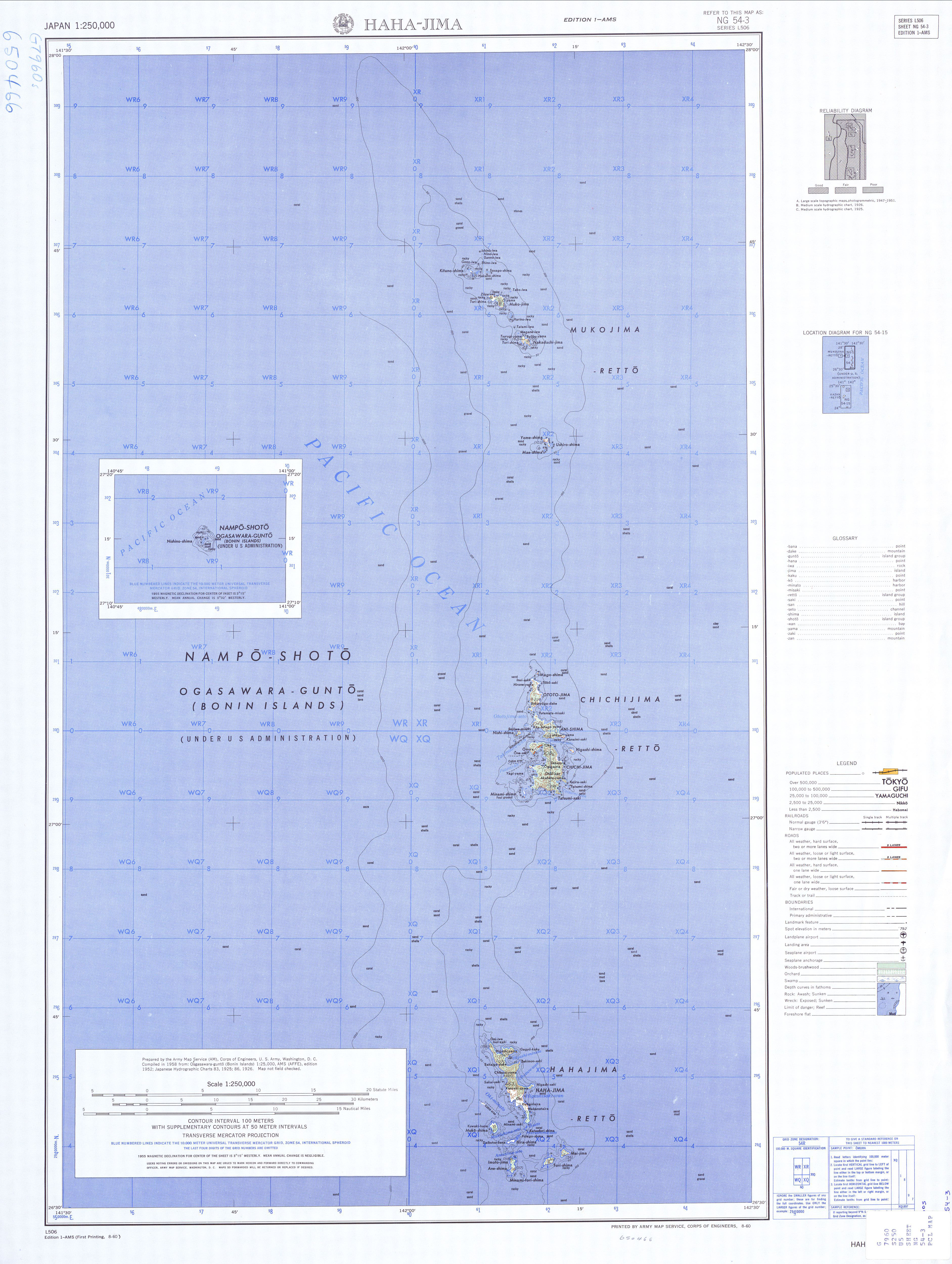
오가사와라 제도의 지도(1958년)

오가사와라 제도(일본어: 小笠原諸島)는 일본의 도쿄 23구에서 남쪽으로 약 1,000킬로미터 떨어진 군도이다. 행정구역 상으로는 도쿄도에 속해 있다. 지치지마섬과 최남단의 무인도인 아네지마섬 등으로 이루어져 있다.
면적은 84㎢로, 울산광역시 북구(72.06)보다 약간 넓고, 경기도 하남시(93.05) 보다는 악간 작다. 30여 개의 섬 중 사람이 살고 있는 섬은 지치지마섬(일본어: 父島)과 하하지마섬(일본어: 母島)뿐이고, 나머지는 모두 무인도이다.
영어권에서는 보닌 제도(Bonin Islands, ボニン諸島)라고도 부르는데, 에도 시대에 무인도(無人島)를 부르던 부닌시마(ぶにんしま) 혹은 부닌지마(ぶにんじま)라는 말의 발음이 서양인을 통해 와전된 데서 유래한다. 김옥균이 일본 정부에 의해 1886년부터 2년간 이곳에 유배된 적이 있다.

## 지리
오가사와라 제도는 태평양에 위치한 일본의 섬으로, 일본의 남쪽 부근에 위치해 있다. 아시아 국가인 일본의 일부이지만 지리학적으로는 가잔 열도 등과 함께 오세아니아에 속한다. 해저화산이 융기하고 해수에 의해 침식된 것으로 산이 험하고 평지가 적으며 험준한 해식애(海蝕崖)로 둘러싸여 있다.

### 기후
오가사와라 제도는 기온의 변화가 적은 해양성 기후로서, 월평균 17 (1~2월)에서 27 (7~8월)로, 눈이나 서리는 없고 연간 강우량은 약 1,600mm이다. 아열대 식물이 풍부하며 산록은 원시림으로 덮여 있다. 북부에는 온난 습윤 기후가 나타나고 중부에는 아열대 기후, 남부에는 사바나 기후와 열대 우림 기후가 나타난다.

### 구성섬
- 무코지마섬
- 요메지마섬
- 나코도지마섬
- 기타노지마섬
- 지치지마섬
- 아니지마섬
- 오토토지마섬
- 하하지마섬
- 아네지마섬
- 이모토지마섬

## 문화

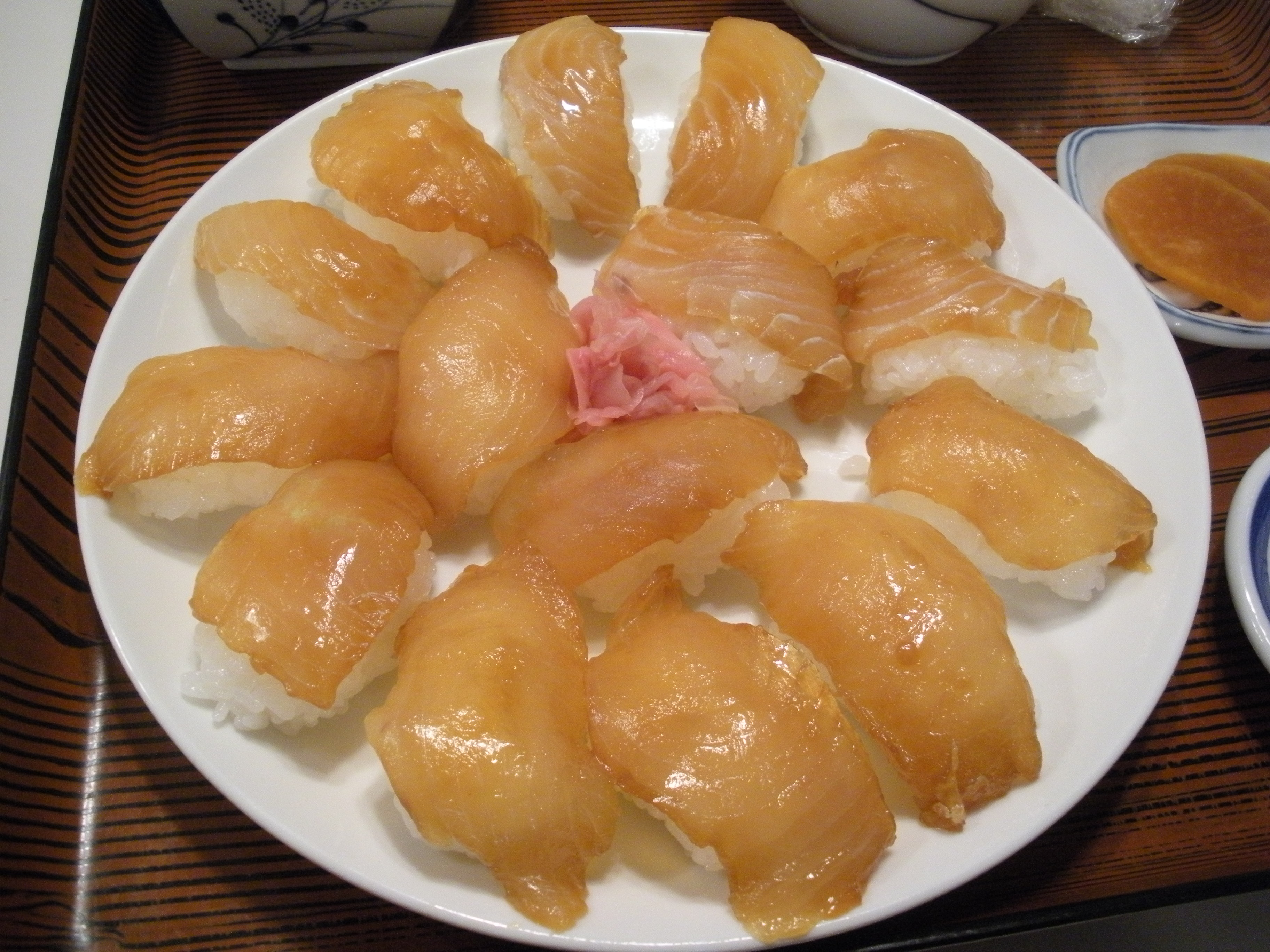
섬초밥

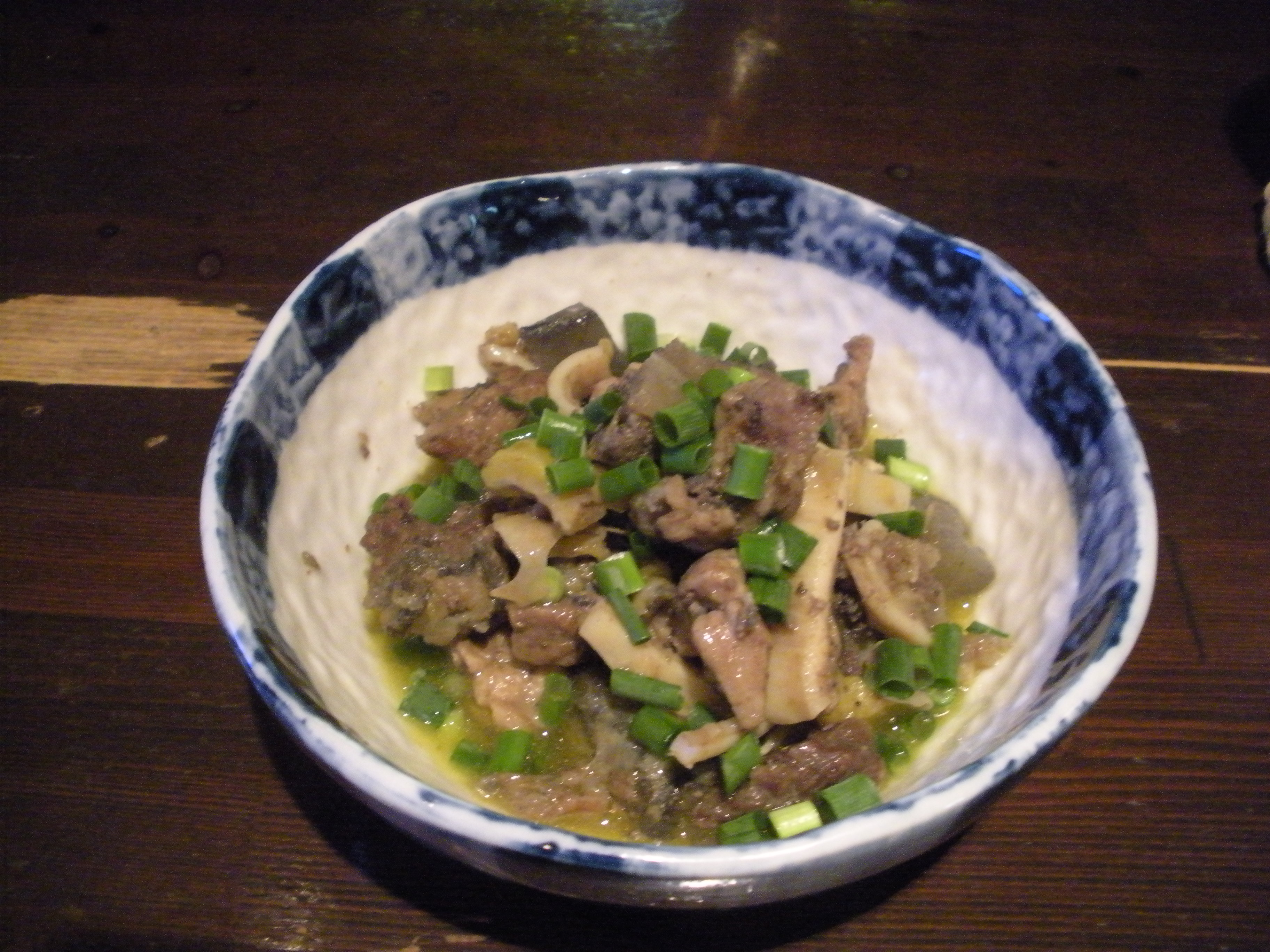
거북이 조림

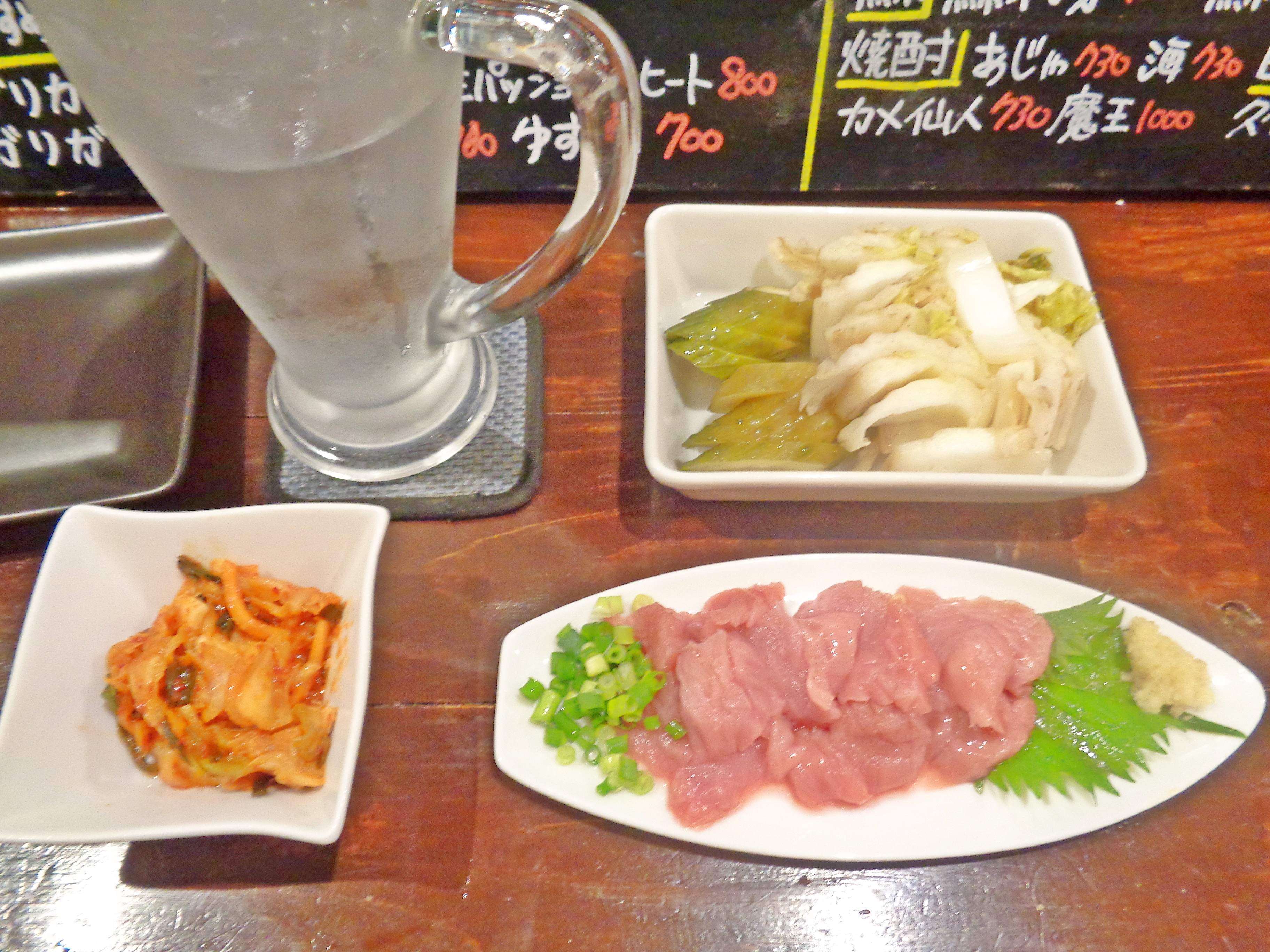
바다거북이 회

### 음식
고유한 식물과 해산물이 많이 나며, 보닌 커피, 바다거북 고기, 섬 생선을 이용한 구이, 조림, 섬초밥, 된장국, 피마카(생선 식초 절임, 식초 절임, 비니거의 전언), 패션프루트·망고·파파야·구아바 등을 이용한 디저트와 리큐어·덤프렌(덤플링·구미계 주민의 식문화) 등이 있다.

### 언어
구미계 도민이 사용해왔던 영어나 하와이어의 어휘와 일본어 하치조 방언, 일본어 공통어가 혼합된 독자적인 언어('오가사와라 방언' 등으로 불리는 피진어・크리올어)가 존재한다.

### 민요
이즈 제도의 계통을 잇는 야마토 민족적인 것과 남양 제도에 이주한 섬 주민 등으로부터 전해진 미크로네시아계 민족의 영향을 받은 것이 공존한다. 후자의 민요는 '남양춤' 이라고 불리며, 2000년에 도쿄도 지정 무형 민속 문화재가 되었다.

## 교통 수단
오가사와라 제도의 교통수단은 일본 본토에서 지치지마섬 사이를 왕복하며, 오가사와라 제도에 있는 자위대 해병들을 위한 운송수단인 오가사와라마루 정기선뿐이다. 오가사와라마루 정기선은 도쿄만의 다케시바항에서 출발하여 날씨가 좋을 때는 약 25시간 반 후에 지치지마섬에 도착하며, 한 달에 네 번이나 다섯 번 왕복한다. 오가사와라마루 정기선은 배수량 6,800톤, 길이 131m에 1,031명을 태울 수 있는 배이다.
2006년에 배수량 14,500톤, 최고속도 시속 70km의 오가사와라 호화 여객선이 740명의 승객을 태우고 약 17시간 동안 오가사와라 제도를 여행할 예정이었으나, 오가사와라 해병 수송선의 연간 운영비가 10억 엔이라 재정이 부족해 2005년 8월에 호화 여객선이 취소되었다.
지치지마섬을 경유하여 하하지마섬으로 가는 하하지마마루가 있다.
일본 본토로부터 오가사와라 제도로 오는 것은 아주 어렵기 때문에, 이오섬의 일본 해상자위대에서 근무하는 사람이 심한 병에 걸렸거나 생명이 위급할 때 등의 긴급상황 시에는 헬리콥터가 섬으로 보내진다. 이 때는 이와쿠니의 일본 해상자위대에서 신메이와 US-1 수상기를 보내거나, 일본 항공자위대에서 항공기를 보내 해당 근무자를 일본 본토로 수송한다(신메이와 US-1 수상기는 도쿄도의 도지사 등의 귀빈을 오가사와라 제도로 수송할 때도 사용된다). 그러나 긴급상황 시에 위의 운송수단들은 일본 본토에서 오가사와라 제도로 오는데 많은 시간이 걸려 제 시간에 도착하지 못한다.
오가사와라촌에서는 지치지마섬에서 "실버 패스"를 사용할 수 있는 노인 승객들을 위해 버스를 운영하고 있고, 오가사와라 제도에서의 개인 차량 소유는 돈이 많이 들고 힘들기 때문에 택시, 자동차 대여 회사, 스쿠터·자전거 대여소 등의 시설도 있다.

## 같이 보기
- 오가사와라 방언
- 지치지마섬
- 하하지마섬
- 구미계도민